# Orlando Open
L'Orlando Open è un torneo professionistico di tennis giocato sul  cemento. Fa parte dell'ATP Challenger Tour e si tiene annualmente all'USTA National Campus di Orlando negli Stati Uniti dal 2019.

## Albo d'oro

### Singolare
| Anno     | Campione            | Finalista            | Punteggio             |
| -------- | ------------------- | -------------------- | --------------------- |
| 2022     | Wu Yibing           | Jason Kubler         | 6(5)–7, 6–4, 3–1 rit. |
| 2021 (2) | Christopher Eubanks | Nicolás Mejía        | 2–6, 7–6(3), 6–4      |
| 2021 (1) | Jenson Brooksby     | Denis Kudla          | 6–3, 6–3              |
| 2020     | Brandon Nakashima   | Prajnesh Gunneswaran | 6–3, 6–4              |
| 2019     | Marcos Giron        | Darian King          | 6–4, 6–4              |

### Doppio
| Anno     | Campioni                             | Finalisti                         | Punteggio               |
| -------- | ------------------------------------ | --------------------------------- | ----------------------- |
| 2022     | Chung Yun-seong Michail Pervolarakis | Malek Jaziri Kaichi Uchida        | 6(5)–7, 7–6(3), [16–14] |
| 2021 (2) | Christian Harrison Peter Polansky    | JC Aragone Nicolás Barrientos     | 6–2, 6–3                |
| 2021 (1) | Mitchell Krueger Jack Sock           | Christian Harrison Dennis Novikov | 4–6, 7–5, [13–11]       |
| 2020     | Andrej Golubev Oleksandr Nedovjesov  | Mitchell Krueger Jackson Withrow  | 7–5, 6–4                |
| 2019     | Romain Arneodo Andrėj Vasileŭski     | Gonçalo Oliveira Andrea Vavassori | 7–6(2), 2–6, [15–13]    |